# Brachythecium lutescens
Brachythecium lutescens är en bladmossart som först beskrevs av Philibert in Husnot, och fick sitt nu gällande namn av Gustavo Venturi och Bottini 1884. Brachythecium lutescens ingår i släktet gräsmossor, och familjen Brachytheciaceae. Inga underarter finns listade i Catalogue of Life.